# CASA Arena Horsens
De CASA Arena Horsens (vroeger Forum Horsens Stadion en Horsens Idrætspark genoemd) is een voetbalstadion in Horsens (Denemarken), waarin de Deense eersteklasser AC Horsens speelt. Het stadion biedt plaats aan 10.495 toeschouwers, waarvan 7.500 zitplekken.
Het stadion werd ook al voor verschillende optredens van topartiesten gebruikt. The Rolling Stones, R.E.M., Madonna en Paul McCartney gaven al een concert in dit stadion.

## Interlands
Het Deens voetbalelftal speelde één interland in het stadion.
| 1 | 31 augustus 2016 | Denemarken – Liechtenstein | 5 – 0 | Vriendschappelijk | 8.004 |

Blue Water Arena (Esbjerg fB) ·
Brøndbystadion (Brøndby IF) ·
Cepheus Park Randers (Randers FC) ·
DS Arena (Hobro IK) ·
Farum Park (FC Nordsjælland) ·
MCH Arena (FC Midtjylland) ·
Nordjyske Arena (Aalborg BK) ·
NRGi Park (Aarhus GF) ·
Odensestadion (Odense BK) ·
Parken (FC Kopenhagen) ·
Sydbank Park (SønderjyskE) ·
Viborgstadion (Viborg FF)
CASA Arena Horsens (AC Horsens) ·
Harboe Arena Slagelse (FC Vestsjælland) ·
Helsingørstadion (FC Helsingør) ·
Herfølgestadion (HB Køge) ·
Hjørringstadion (Vendsyssel FF) ·
Lyngbystadion (Lyngby BK) ·
Mascot Park (Silkeborg IF) ·
Monjasa Park (FC Fredericia) ·
Næstvedstadion (Næstved BK) ·
Roskilde Idrætspark (FC Roskilde) ·
Spar Nord Arena (Skive IK) ·
Vejlestadion (Vejle BK)